# Solanum nudum
Solanum nudum ist eine Art der Gattung Nachtschatten (Solanum) in der Familie der Nachtschattengewächse (Solanaceae).

## Beschreibung

### Vegetative Merkmale
Solanum nudum ist ein 2 bis 5 m hoher Strauch. Seine jungen Stängel sowie die Laubblätter sind unbehaart oder fein mit anliegenden, einzelligen oder einreihigen Trichomen von etwa 0,1 mm Länge behaart. Ältere Zweige sind unbehaart oder in der Nähe der Knoten mit Büscheln aus weißen, einreihigen Trichomen behaart. Die Rinde ist an älteren Stämmen dunkelbraun oder grau, glänzend und durch herablaufende Laubblattbasen leicht geflügelt. In jeder sympodialen Einheit befinden sich zwei paarweise stehende Laubblätter.
Die Laubblätter sind eiförmig oder elliptisch, ihre breiteste Stelle befindet sich in der Mitte der Blattspreite oder nur leicht darunter. Die Oberseite ist unbehaart und glänzend, auf der Unterseite befinden sich in den Achseln der Blattadern Büschel aus weißen, einreihigen Trichomen mit einer Länge von 0,5 bis 1 mm, die Dichte dieser Büschel kann stark variieren. Die paarweise stehenden Laubblätter sind unterschiedlich groß. Das größere der beiden erreicht eine Größe von 6,4 bis 17 × 3 bis 9 cm, besitzt fünf bis zehn Paar von der Blattachse ausgehender Seitenadern, die auf der Unterseite gelblich gefärbt sind und deutlich hervorstehen. Vorn sind die Blätter spitz, an der Basis spitz bis gerundet und etwas am Blattstiel herablaufend. Er erreicht eine Länge von 0,5 bis 2,5 cm. Die kleineren Blätter unterscheiden sich nicht nur in der Größe von den größeren, sie sind oftmals elliptisch bis leicht rund geformt und nur 1,5 bis 6 × 0,9 bis 4,5 cm groß. Nach vorn und an der Basis sind sie spitz bis gerundet, die Blattstiele sind hier 2 bis 6 mm lang.

### Blütenstände und Blüten
Die Blütenstände stehen den Laubblättern gegenüber, sind nicht geteilt, 0,5 bis 5 cm lang und bestehen aus fünf bis 50 Blüten. Sie sind unbehaart oder mit anliegenden Trichomen, die denen der jungen Stängel und Laubblätter ähneln, behaart. Die beständigen Überreste der Blütenstiele stehen etwa 0,5 mm auseinander, überlappen sich jedoch nicht. Die Knospen sind kugelförmig, in jungen Knospen sind die Kelchzipfel als gerundete Höcker auszumachen. Die Krone steht schon früh über die restliche Knospe hinaus. Zur Blütezeit sind die Blütenstiele weiß oder grünlich-weiß geformt, zurückgebogen und 0,7 bis 1,3 cm lang. Sie verjüngen sich von der Kelchröhre zu einer schlanken Basis mit 0,25 bis 0,5 mm Durchmesser.
Die Kronröhre ist konisch geformt, 1 bis 1,5 mm lang und mit dreieckigen, 0,25 bis 1 mm langen Kelchzipfeln besetzt. Der Kelch ist unbehaart oder fein behaart. Die Krone ist weiß oder grünlich-weiß gefärbt, sie misst 0,5 bis 1,2 cm im Durchmesser und ist etwa zu 2/3 des Radius gelappt. Die Kronlappen sind zur Blütezeit leicht zurückgebogen, ihre Spitzen und Ränder sind fein papillös. Die Staubfäden sind zu einer 0,25 bis 0,5 mm langen Röhre verwachsen, der frei stehende Teil ist etwa 0,1 bis 0,25 mm lang. Die Staubbeutel sind 1,2 bis 2,5 mm lang und 1 bis 1,5 mm breit. Sie öffnen sich durch tropfenförmige Poren an den Spitzen. Der Fruchtknoten ist unbehaart, er trägt einen geraden oder leicht zur Seite gebogenen Griffel. Die Narbe ist kleinkopfig, fein papillös und leuchtend grün gefärbt.

### Früchte und Samen
Zur Fruchtreife verholzt der Blütenstiel und vergrößert sich auf 1 bis 1,7 cm und besitzt dann an der Basis einen Durchmesser von etwa 1 mm. Die Frucht ist eine kugelförmige, grüne Beere mit einem Durchmesser von 0,8 bis 1,2 mm. Sie enthält blass strohfarbene Samen, die abgeflacht-nierenförmig und 3 bis 4 × 1,5 bis 2 mm groß sind. Die Ränder der Samen sind verdickt und etwas blasser. Die Samenoberfläche ist fein gekörnt.

## Verbreitung und Standorte
Solanum nudum ist eine häufig vorkommende Pflanze, die in weiten Teilen Mittel- und Südamerikas sowie auf den Karibischen Inseln zu finden ist. Sie wächst von Meereshöhe gelegentlich bis in Höhen von 2500 m. Die Standorte sind für gewöhnlich im Sekundärwald, wo die Pflanzen in dichten Beständen auftreten.

## Systematik
Solanum nudum ist ein Vertreter der Sektion Geminata, die in der phylogenetischen Systematik der Nachtschatten nach Lynn Bohs (2005) in die Geminata-Klade eingeordnet ist. 1972 wurde die Solanum nudum  von William D’Arcy als Lectotypus der Sektion Geminata festgelegt.

## Nachweise